# Erdi Demir
Nusret Erdi Demir (* 15. November 1964) ist ein ehemaliger türkischer Fußballspieler und -trainer.

## Sportlicher Werdegang
Demir entstammt der Jugend von Altay Izmir, für den er Anfang der 1980er Jahre in 1. Lig und 2. Lig auflief. Im Pokalwettbewerb 1985/86 war er mit vier Treffern im Wettbewerb nicht nur bester Torschütze, sondern führte den Klub damit auch ins Endspiel. Dort blieb er gegen Bursaspor ohne Treffer, nach Toren von Mihaly Tulipan und Beyhan Çalışkan setzte sich der Erstligakonkurrent durch. Dennoch nahm der Klub am Başbakanlık Kupası teil, das Supercup endete mit einer 1:8-Klatsche gegen die von Jupp Derwall trainierte Mannschaft von Galatasaray Istanbul – Demir erzielte dabei den Ehrentreffer.
1987 wechselte Demir zu Fenerbahçe Istanbul, wurde aber im November 1990 gegen Sercan Görgülü von Sarıyer SK getauscht. 1994 stieg er mit dem Klub aus der höchsten Spielklasse ab, blieb ihm aber zunächst treu. Nach dem in der Aufstiegsrunde verpasste Wiederaufstieg zog er im Sommer 1995 zum Ligakonkurrenten Sakaryaspor weiter, kurz vor Ende der Wechselperiode im folgenden Sommer ging er zum Zweitligisten Soma Linyitspor. Ab August 1998 ließ er zunächst beim in die 3. Lig aufgestiegenen Beylerbeyi SK und nach der Rückkehr Anfang 1999 bei Soma Linyitspor die Karriere ausklingen.
Zu Beginn der 1980er Jahre war Demir zeitweise Auswahlspieler in der türkischen U-18- sowie U-21-Nationalmannschaft.
Nach dem Ende der aktiven Laufbahn war Demir als Trainer tätig. Zunächst betreute er die Zweitligisten Aydınspor und Ağrıspor, ehe er bei Erzincanspor, Kartalspor, erneut Aydınspor und Şanlıurfaspor in der dritthöchsten Spielklasse tätig war. Im April 2006 verpflichtete der im Abstiegskampf befindliche Aydınspor ihn ein drittes Mal, trotz des verpassten Klassenerhalt blieb er zunächst im Amt und wurde nach einem schwachen Saisonstart in die vierte Liga im September des Jahres freigestellt. 2007 übernahm er interimistisch den Trainerposten bei Kütahyaspor, ehe er als Sportdirektor den Amateurklub Bandırmaspor zurück in den Profifußball führte. Ab November 2010 trainierte er bis zum Saisonende den im Amateurbereich antretenden Vefa Istanbul.